# ایزابل بوله
ایزابل بوله (فرانسوی: Isabelle Boulay‎؛ زادهٔ ۶ ژوئیهٔ ۱۹۷۲) خوانندهٔ فرانسوی‌زبان اهل کانادا است. وی از سال ۱۹۹۳ میلادی تاکنون مشغول فعالیت بوده‌است.

## زندگی‌نامه
ایزابل بوله در سنت-فلیسیته (با-سن-لوران)، استان کبک متولد شد. والدینش در آن‌جا صاحب یک رستوران بودند. ایزابل در آغاز جوانی برای تحصیل در رشتهٔ ادبیات به ماتان رفت. در ۱۹۸۸ میلادی در ماتان دوستانش او را در یک مسابقهٔ آواز نام‌نویسی کردند و او توانست با کسی که بعدها مدیر برنامه‌هایش شد آشنا گردد. او در ۱۹۹۰ میلادی در یک جشنوارهٔ موسیقی در پتیت-واله، کبک برندهٔ یک جایزه شد. در ۱۹۹۱ میلادی در جشنوارهٔ موسیقی گرانبی، کبک با اجرای ترانه‌ای از ژاک برل توانست برندهٔ جایزهٔ دیگری شود. در ۱۹۹۲ میلادی در تالار دژازهٔ فرانسه به اجرا پرداخت. در ۱۹۹۳ میلادی به نمایندگی از رادیو سی‌بی‌سی کانادا در یک جشنواره در فرانسه شرکت کرد و برندهٔ جایزهٔ بهترین خواننده شد.
بوله نخستین آلبوم استودیویی خود را در ۱۹۹۶ میلادی منتشر کرد. دومین آلبوم استودیویی او در فوریهٔ ۱۹۹۸ در کبک منتشر شد. این آلبوم فروش خوبی داشت و تا سپتامبر یک گواهی طلایی دریافت کرد. این آلبوم در نوامبر همان سال در فرانسه هم منتشر شد. بوله در ۱۹۹۸ میلادی نامزد چهار جایزهٔ فلیکس شد ولی نتوانست هیچ‌کدام از آن‌ها را دریافت کند. در ۱۹۹۹ میلادی یک تک‌آهنگ او وارد جدول‌های فرانسوی شد. او در اکتبر ۱۹۹۹ میلادی برندهٔ جایزهٔ فلیکس برای بهترین خوانندهٔ زن شد.